# 1936년 미국 상원의원 선거
1936년 미국 상원의원 선거는 1936년 11월 3일에 치러진 상원의원 선거다. 세계 대공황이 지속되는 가운데 프랭클린 D. 루스벨트가 대통령에 재선되면서 민주당이 다시 상원 다수당 지위를 유지하였다. 뉴딜을 지지하는 의원은 더욱 증가하였는데, 기존 민주당 의원들을 포함해 미네소타 농민노동당 1명과 공화당을 탈당해 무소속으로 당선된 조지 W. 노리스가 새로 당선되었다. 공화당은 대신 매사추세츠주 의원을 다시 탈환하였다.

## 선거 결과
| 정당                | 선거결과 | 의석 수 |
| ------------------- | -------- | ------- |
| 민주당              | 28석     | 76석    |
| 공화당              | 7석      | 16석    |
| 미네소타 농민노동당 | 1석      | 2석     |
| 위스콘신 진보당     | -        | 1석     |
| 무소속              | 1석      | 1석     |

### 지역별 결과
| 선거                             | 선거 결과 | 선거 결과   | 후보               | 후보               | 정당    | 득표    | %    | ±% |
| -------------------------------- | --------- | ----------- | ------------------ | ------------------ | ------- | ------- | ---- | -- |
| 앨라배마 유권자수: 275,252       |           | 민주당 승리 |                    | 존 H. 뱅크헤드 2세 | 민주당  | 239,532 | 87.0 |    |
| 앨라배마 유권자수: 275,252       |           | 민주당 승리 | H. E. 베크스트레서 | 공화당             | 33,697  | 12.2    |      |    |
| 앨라배마 유권자수: 275,252       |           | 민주당 승리 | 윌리엄 C. 아이비   | 무소속             | 2,022   | 0.7     |      |    |
| 앨라배마 유권자수: 275,252       |           | 민주당 승리 | 샘 포우            | 무소속             | 1       | 0.0     |      |    |
| 아칸소 유권자수: 184,199         |           | 민주당 승리 |                    | 조셉 로빈슨        | 민주당  | 154,866 | 84.1 |    |
| 아칸소 유권자수: 184,199         |           | 민주당 승리 | G. C. 레드베터     | 공화당             | 27,746  | 15.1    |      |    |
| 아칸소 유권자수: 184,199         |           | 민주당 승리 | 클로드 C. 윌리엄스 | 무소속             | 1,587   | 0.9     |      |    |
| 노스캐롤라이나 유권자수: 796,977 |           | 민주당 승리 |                    | 조시아 W. 베일리   | 민주당  | 563,968 | 70.8 |    |
| 노스캐롤라이나 유권자수: 796,977 |           | 민주당 승리 | 프랭크 C. 패튼     | 공화당             | 233,009 | 29.2    |      |    |